# Jyderupstien
Jyderupstien er en 52 km lang vandre- og cykelsti, som forbinder Jyderupområdet og Tystrup Bavelse-området på Vestsjælland. Ruten, der strækker sig fra Svinninge Vejle i nord over Åmosen og Åmose Å til Kongskilde ved Tystrup Bavelse søerne i syd, følger primært mindre mark-, skov-, og kommuneveje. En stor del af disse veje og stier er med grusbelægning, hvorfor ruten ikke velegnet til cykler med meget smalle dæk. Ruten er markeret med skilte og retningspæle.
Der ligger adskillige natur- og kulturseværdigheder langs Jyderupstien. Ruten passerer for eksempel forbi Skarresø ved Jyderup, som er kendt for sit rige fugleliv og er en del af Naturpark Åmosen. Nord for Ruds Vedby kan man på en afstikker fra ruten se en af Vestsjællands få middelalderborge, Vedbygård. Øst herfor og ganske tæt ved Jyderupstien kan man holde pause ved en lille naturperle i form af Kulebjerg Overdrev, som trods sit parkagtige præg har en artsrig flora. Ved slutningen af ruten (eller starten) ligger Kongskilde Naturcenter, der er indrettet i den tidligere vandmølle ved Tystrup Sø.
Jyderupstien har en del sammenfald med National cykelrute 7, der mod nord fortsætter til Sjællands Odde og mod syd til Rødby.

## Læs mere
- Vestsjællands Amts folder Arkiveret 24. februar 2021 hos  Wayback Machine
- Kort over Jyderupstien på Waymarked Trails

|  | Denne artikel kan blive bedre, hvis der indsættes geografiske koordinater Denne artikel omhandler et emne, som har en geografisk lokation. Du kan hjælpe ved at indsætte koordinater i wikidata. |